# Алексєєв Костянтин Сергійович
Костянтин Сергійович Алексєєв (рос. Константин Сергеевич Алексеев; 26 лютого 1988, м. Новосибірськ, СРСР) — російський хокеїст, захисник. Виступає за «Сибір» (Новосибірськ) у Континентальній хокейній лізі.
Вихованець хокейної школи «Сибір» (Новосибірськ). Виступав за «Енергія» (Кемерово), «Сибір-2» (Новосибірськ), «Сибір» (Новосибірськ), «Сибірські Снайпери» (Новосибірськ), «Зауралля» (Курган).